# Быков, Валерий Клавдиевич
Валерий Клавдиевич Быков (род. 21 августа 1948) — российский политик, член Совета Федерации (2011).

## Биография
Окончил Ленинградское высшее военно-морское училище, Новосибирскую высшую школу военной контрразведки и Московский государственный индустриальный университет.
Работал слесарем на Белорусском автомобильном заводе, служил на Черноморском флоте. Затем оперуполномоченный особого отдела КГБ ЧФ, обеспечивал режим секретности в научно-испытательном центре. В 1986 переведен в Камчатскую область. С 1994 возглавлял отдел оперативного контроля налоговой инспекции в Вилючинске.

### Политическая карьера
С января 2001 в Совете федерации. Член Совета Федерации, заместитель Председателя Комиссии Совета Федерации по национальной морской политике.